# Várkő
A Várkő (románul: vârful Farcău) a Máramarosi-havasok egyik tömbje és annak 1956 m magas hegycsúcsa. Az ukrán-román határtól 5 km-re délre található Romániában, Máramaros megyében, Ruszpolyánától 11 km-re északra. A Máramarosi-havasok romániai részének és a 2004-ben létrehozott Máramarosi-havasok Nemzeti Park legmagasabb pontja.

## Földrajz

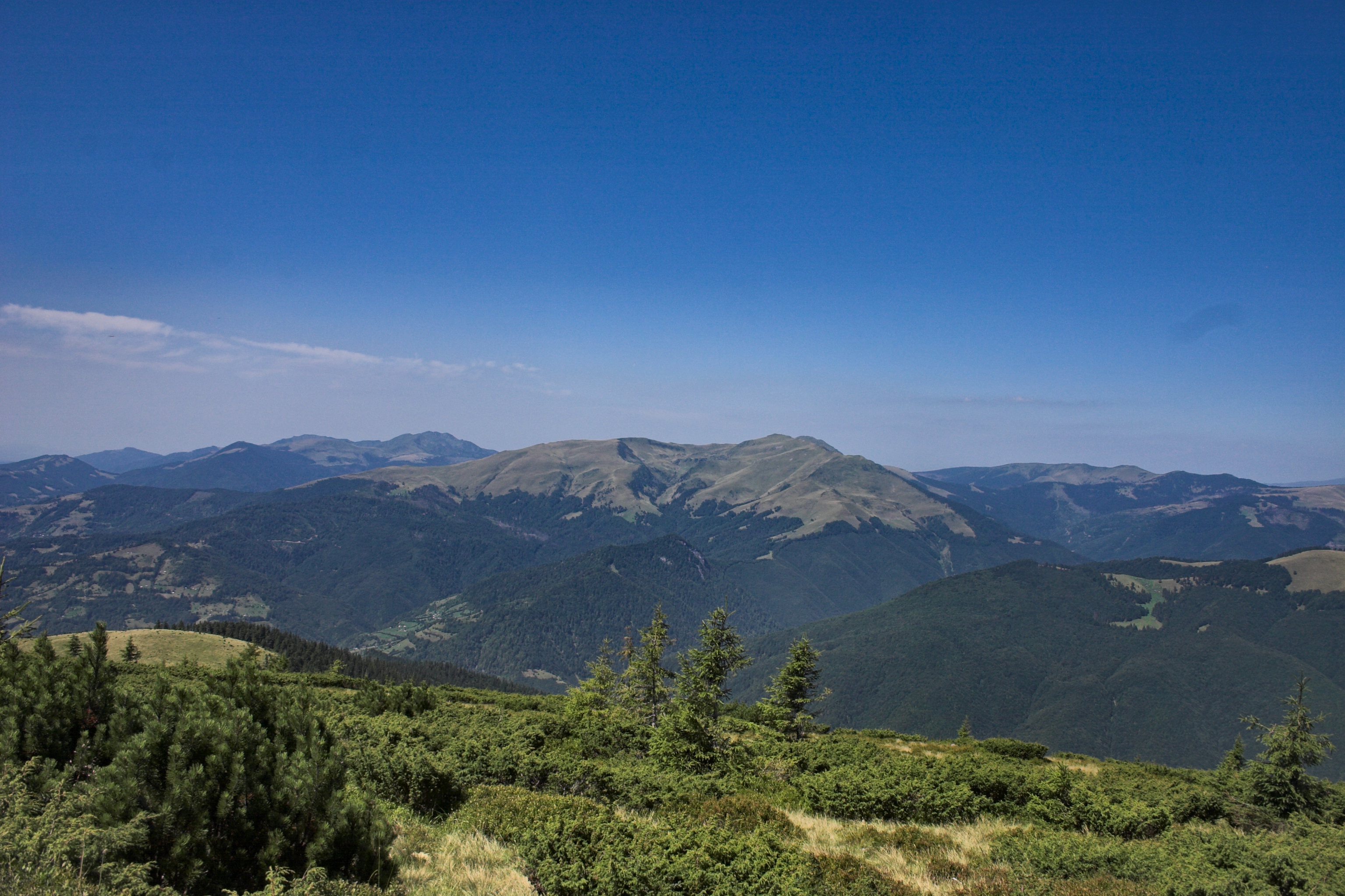
A Várkő tömbje

A Várkő tömbje a Repedea, az Oroszi/Ruszkova és a Szokoló patakok völgyei között helyezkedik el. A tömb másik csúcsa a Mihálylek (1918 m) és a Pietriceaua (1555 m) mészkőcsúcsa. A két nagyobb csúcs közötti nyeregben található a periglaciális Vércse-tó (lacul Vinderel). A csúcsról szép kilátás nyílik északra a határt képező Pop Iván-nyereg és délre pedig a Radnai-havasok felé.

## Élővilág
A 20. század elején a hegység központi részén nagy erdőirtások voltak a havasi legelők kiszélesítése érdekében. A erdőhatár felett értékes hegyi növények találhatók: hegyi árnika, havasi gyopár, szibériai hamuvirág, orvosi kanáltorma, kereklevelű harmatfű. A közeli Tomnátek-völgyet csillagos nárciszok borítják. Nagyobb állatok: eurázsiai hiúz, farkas, barnamedve, vidra, szirti sas, egerészölyv, vörös vércse.

## Turizmus
A kék csík turistaúton lehet bejárni.

## Külső hivatkozások
- Várkő-túraleírás – Nagybánya.ro
- Térkép[halott link] (románul)